# کیارامونت گولفی
کیارامونت گولفی (به ایتالیایی: Chiaramonte Gulfi) یک کومونه در ایتالیا است که در استان راگوسا واقع شده‌است.

## خصوصیات
کیارامونت گولفی ۱۲۶ کیلومترمربع مساحت و ۸٬۰۲۱ نفر جمعیت دارد و ۶۶۸ متر بالاتر از سطح دریا واقع شده‌است.

## خواهرخوانده
شهر Clermont خواهرخواندهٔ کیارامونت گولفی هست.